# كهريزك (باغستان)
كهريزك (بالفارسية: کهریزک) هي قرية تقع في إيران في Baghestan Rural District. يقدر عدد سكانها بـ 0 نسمة بحسب إحصاء 2016.